# Pokémon: Sekrety dżungli
Pokémon: Sekrety dżungli (jap. 劇場版ポケットモンスター ココ, Gekijō-ban Pokettomonsutā Koko, ang. Pokémon the Movie: Secrets of the Jungle) – dwudziesty trzeci film o Pokémonach na podstawie anime Pokémon. Dostępny w serwisie Netflix od 8 października 2021 roku.

## Fabuła
Koko dorasta w dżungli u boku samotnika Zarude’a.
Kiedy spotyka Asha i Pikachu, poznaje świat ludzi i odkrywa spisek zagrażający jego domowi!
Źródło: Netflix

## Wersja polska[1]
Wersja polska: Iyuno. SDI Group

Reżyseria: Adam Łonicki

Dialogi: Anna Wysocka

Kierownictwo muzyczne: Piotr Zygo

Dźwięk: Adam Łonicki, Piotr Zygo

W wersji polskiej udział wzięli:
- Hanna Kinder-Kiss – Ash Ketchum
- Borys Wiciński – Koko
- Tomasz Błasiak – Dada
- Karol Dziuba – Risa
- Damian Kulec – Doktor Zed
- Izabela Dąbrowska – Jessie
- Jarosław Budnik – James
- Mirosław Wieprzewski – Meowth
- Anna Gajewska – Delia Ketchum
- Jadwiga Gryn – Sharon
- Anna Szpaczyńska – Phossa Molybdenum
- Krzysztof Rogucki – Chrom Molybdenum
- Joanna Węgrzynowska-Cybińska – Siostra Joy
- Jakub Wieczorek – Alfa
- Jan Aleksandrowicz-Krasko –
  - Narrator,
  - Zarude
- Krzysztof Cybiński – Zarude
- Konrad Darocha – Zarude
- Agata Góral
- Fabian Kocięcki – Zarude
- Zbigniew Konopka – Mędrzec
- Kamil Pruban – Zarude
- Miłogost Reczek – Burmistrz Milyfa
- Szymon Roszak – Badacz
- Kamil Studnicki
- Łukasz Talik – Badacz
- Paweł Wiśniewski – Mężczyzna
- Anna Wodzyńska –
  - Badaczka,
  - Dziewczynka

Wykonanie piosenek:
- „Always Safe”: Sylwia Banasik-Smulska
- „Song of Zarude”: Jakub Szydłowski, Krzysztof Pietrzak
- „My New Friends”: Jakub Jurzyk
- „No Matter What”: Sylwia Banasik-Smulska